# Starostové a nezávislí
Starostové a nezávislí (registrováno jako STAROSTOVÉ A NEZÁVISLÍ; zkratka STAN) je české středové až středopravicové liberální politické hnutí, původně zaměřené především na komunální a regionální politiku, po roce 2010 a především pak po roce 2017 se hnutí soustředí rovněž na celostátní politiku. Své zástupce má v řadě zastupitelstev, v Evropském parlamentu, v Senátu má hnutí druhý nejsilnější senátorský klub, v Poslanecké sněmovně pak třetí nejsilnější poslanecký klub. V čele hnutí stojí od dubna 2019 1. vicepremiér, ministr vnitra a poslanec Vít Rakušan, 1. místopředsedou je poslanec Lukáš Vlček.

## Složení, politické ukotvení a voličská základna
Hnutí je z velké části tvořeno komunálními politiky, tedy starosty, místostarosty, radními a zastupiteli. Předchozí zkušenost z komunální úrovně je rovněž podmínkou pro kandidaturu za hnutí STAN do Poslanecké sněmovny. Starostové a nezávislí původně vznikli v podstatě jako protestní hnutí, jehož kandidáti nesouhlasili s tím, jak byly kolem roku 2008 v České republice spravovány kraje a celkově projevovali nesouhlas s politickou situací. Do hnutí často vstupovali i nespokojení členové jiných stran, například ODS (starosta Prahy 1 Petr Hejma, senátor Petr Holeček a další), případně bývalí členové a sympatizanti zaniklých stran (například US-DEU). Jako alternativa vůči ODS, ČSSD i dalším tradičním stranám kandidovali Starostové v evropských volbách v roce 2009 i ve sněmovních v roce 2010, kdy podpořili TOP 09.
Postupně si Starostové vytvořili voličskou základnu zejména v Libereckém kraji, později rovněž ve Středočeském kraji. Stabilně velmi dobrých výsledků dosahují kandidáti hnutí v senátních volbách. Vliv hnutí na celostátní politiku začal stoupat po roce 2017, ve sněmovních volbách 2021 získalo hnutí spolu s Piráty v podstatě pozici hlavní liberální síly v české politice.
Voličskou základnu hnutí STAN tvoří především menší města, částečně i venkov, poslední dobou však stoupá počet voličů ve velkých městech. Starostové postupně získávají řadu bývalých voličů ODS, TOP 09, ČSSD i hnutí ANO.

## Historie

### Začátky hnutí (2004–2010)
Prvopočátek uskupení lze hledat v hnutí Nezávislí starostové pro kraj (zkratka NSK), které bylo založeno již v roce 2004. Původní hnutí Nezávislí starostové pro kraj vzniklo ve Zlínském kraji, kde se zúčastnilo krajských voleb již v roce 2004, v roce 2008 se rozšířilo i do Středočeského kraje a Libereckého kraje, kde se již tehdy propojilo s nově vzniklým hnutím Starostové pro Liberecký kraj. Roku 2009 se hnutí transformovalo v celostátní hnutí Starostové a nezávislí, jeho prvním předsedou se stal starosta obce Suchá Loz Petr Gazdík. Ve volbách do Evropského parlamentu roku 2009 hnutí kandidovalo spolu se stranou ALTERNATIVA. Lídrem byl senátor Jaromír Štětina. Hnutí získalo 2,29 % hlasů a do Evropského parlamentu se nedostalo.

### Vládní angažmá a spolupráce s TOP 09 (2010–2013)
Následně Starostové začali spolupracovat s nově vzniklou stranou TOP 09. Ve volbách do Poslanecké sněmovny v květnu 2010 získala TOP 09 s podporou Starostů 16,7 % hlasů a v Poslanecké sněmovně usedlo 9 kandidátů hnutí STAN. Petr Gazdík se stal předsedou poslaneckého klubu TOP 09 a Starostů a strana se pak účastnila vlády Petra Nečase v letech 2010–2013. Poslanec Jiří Besser se v červenci 2010 stal ministrem kultury České republiky ve vládě Petra Nečase, když jej do této funkce nominovala TOP 09, které podle koaliční dohody toto křeslo patřilo. V této funkci ho v prosinci 2011 nahradila poslankyně Alena Hanáková (také kandidátka za TOP 09), která tento post zastávala až do července 2013.
I v následujících sněmovních volbách, v roce 2013, Starostové kandidovali na kandidátce TOP 09, poslanecký mandát získali tři nominanti hnutí. Poslanci hnutí následně zamířili do opozice. Byla uzavřena nová dohoda o spolupráci, která fakticky omezila spolupráci obou politických uskupení pouze na parlamentní úroveň, tedy na Poslaneckou sněmovnu a Senát.

### Opoziční období (2013–2021)
V březnu 2014 se stal novým předsedou STAN liberecký hejtman Martin Půta a prvním místopředsedou Petr Gazdík. Ve stejném roce STAN a TOP 09 kandidovali do Evropského parlamentu společně a získali 15,95 % hlasů, což jsou 4 mandáty. Za hnutí STAN se stal europoslancem místopředseda hnutí Stanislav Polčák.
V dubnu 2016 se stal předsedou hnutí opět Petr Gazdík, dosavadní předseda Martin Půta odstoupil z funkce kvůli svému trestnímu stíhání. Hnutí STAN ukončilo spolupráci s TOP 09 (důvodem byly například rozepře s novým předsedou TOP 09 Miroslavem Kalouskem). Nejdříve chtělo hnutí STAN zabránit tříštění hlasů v následných volbách vytvořením předvolební koalice s KDU-ČSL, tato koalice však nakonec zanikla předčasně.

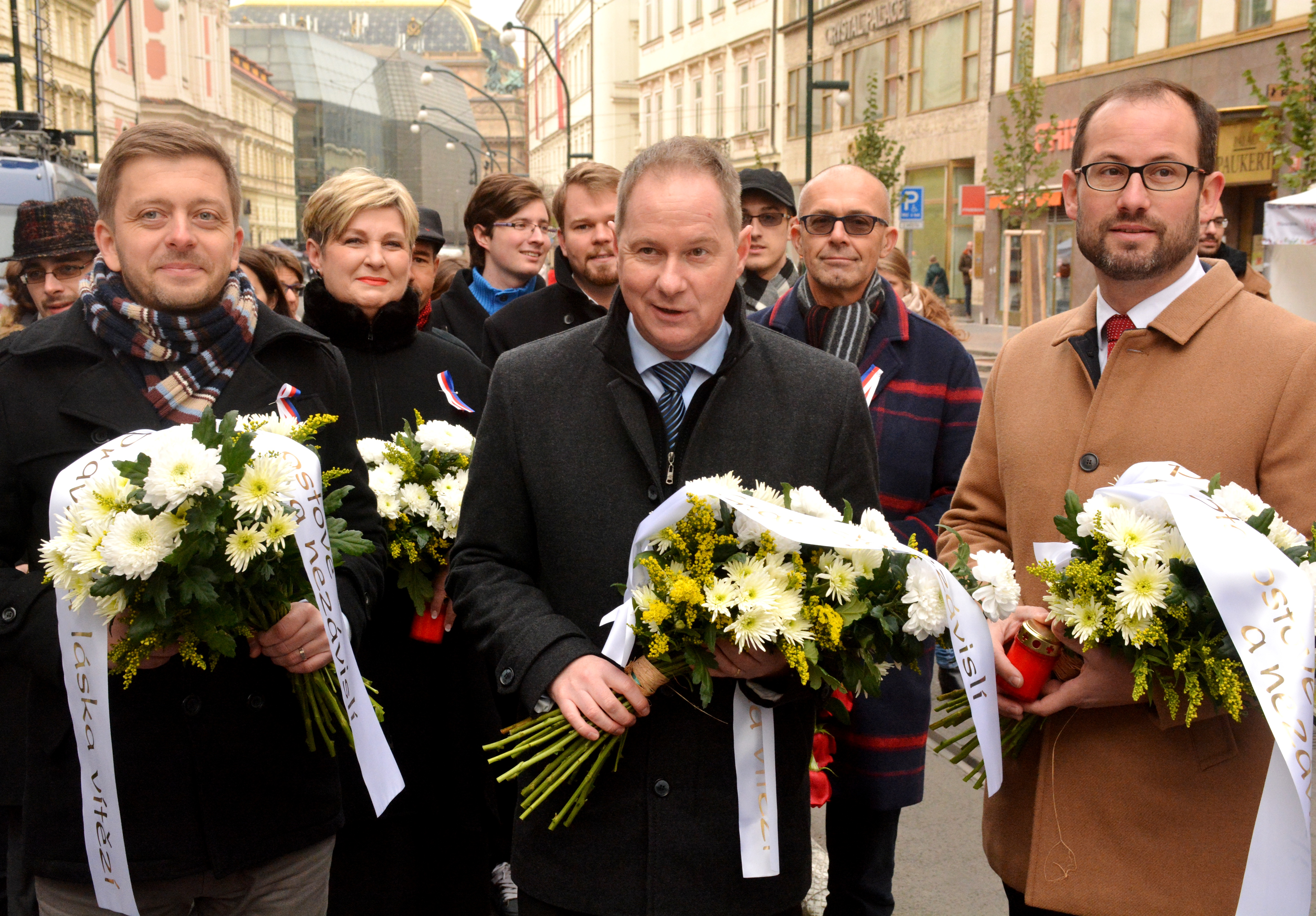
Vedení hnutí při pietním aktu na Národní třídě v roce 2017. Zleva Vít Rakušan, tehdejší předseda Starostů Petr Gazdík a Jan Farský

Před volbami do Poslanecké sněmovny 2017 Starostové změnili logo a poprvé kandidovali samostatně, celostátním lídrem pro volby se stal poslanec Jan Farský. Navzdory volebním průzkumům, které hnutí předpovídali výsledek nižší než je potřebných 5 %, Starostové nakonec pětiprocentní hranici překročili a získali 6 mandátů. Po volbách odešli do opozice.
V roce 2018 hnutí STAN výrazně uspělo v komunálních (nejvíce zvolených zastupitelů mezi politickými stranami) i senátních volbách (2. místo za ODS). Po vstupu dalších senátorů se v říjnu 2018 stal senátní klub Starostové a nezávislí nejsilnějším klubem v horní komoře Parlamentu. Od dubna 2019 stojí v čele hnutí poslanec a bývalý starosta Kolína a učitel Vít Rakušan, prvním místopředsedou je poslanec, advokát a bývalý starosta Semil Jan Farský.

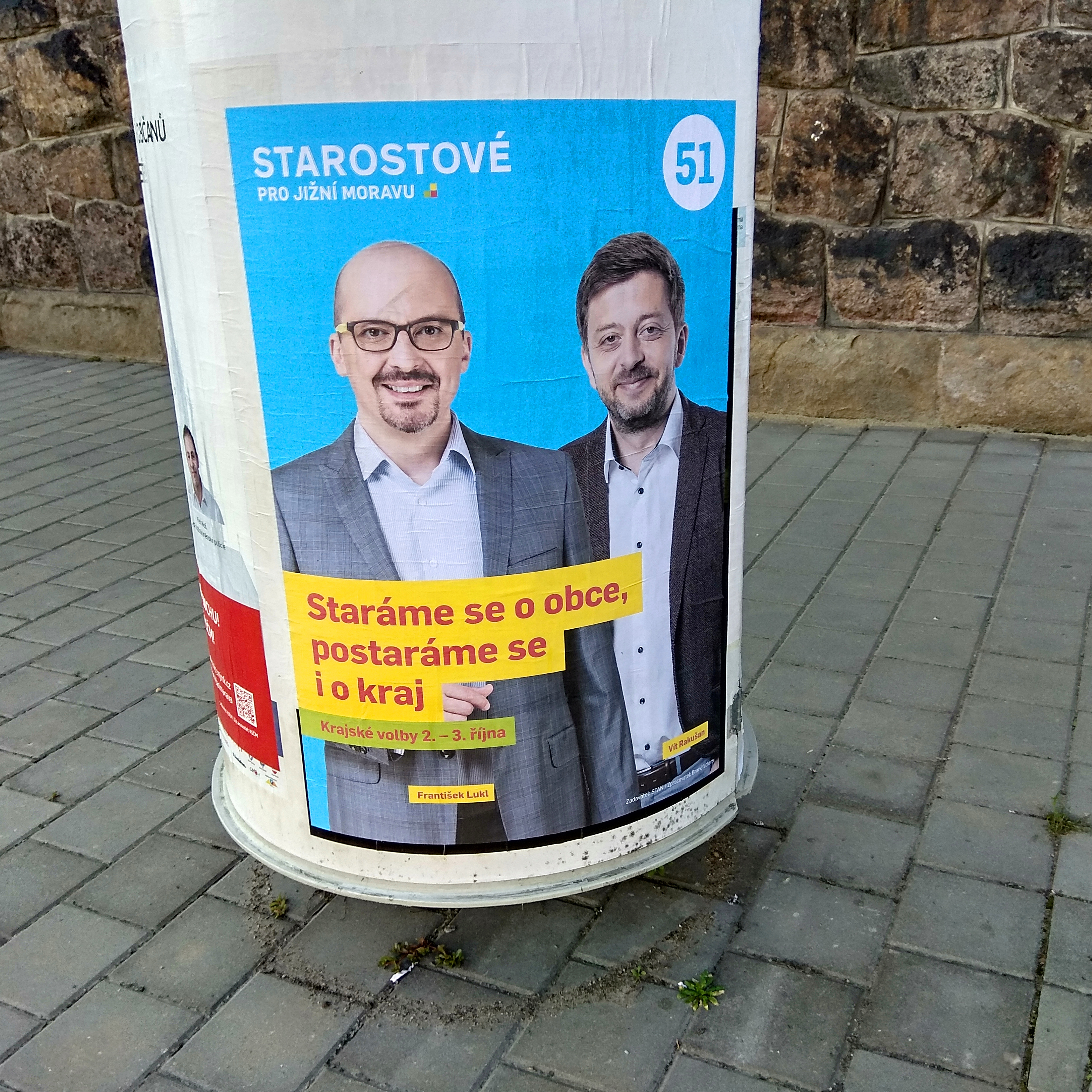
Kampaň Starostů v roce 2020

Úspěch Starostové zaznamenali i v krajských volbách 2020, kdy zvítězili ve Středočeském a v Libereckém kraji a při povolebních vyjednáváních získali čtyři hejtmanské posty. Hnutí STAN zvítězilo i ve druhém kole senátních voleb, následně získalo (po odchodu senátorů z TOP 09) druhý nejsilnější senátní klub. Následně začalo hnutí vyjednávat o koalici pro sněmovní volby v roce 2021.

### Volební koalice s Pirátskou stranou a vláda Petra Fialy (od roku 2021)
V říjnu 2020 oznámilo hnutí Starostové a nezávislí zájem o vytvoření koalice dvou rovnoprávných partnerů s Českou pirátskou stranou pro volby do Poslanecké sněmovny v roce 2021 pod názvem Piráti a Starostové. V listopadu odsouhlasili Piráti ve stranickém hlasování vyjednávání o jednorázové volební koalici se STAN. Lídrem koalice Piráti + STAN do sněmovních voleb se v prosinci 2020 stal předseda Pirátů Ivan Bartoš, vicelídrem předseda STANu Vít Rakušan. Volební koalici se STAN schválila Pirátská strana hlasováním v lednu 2021.

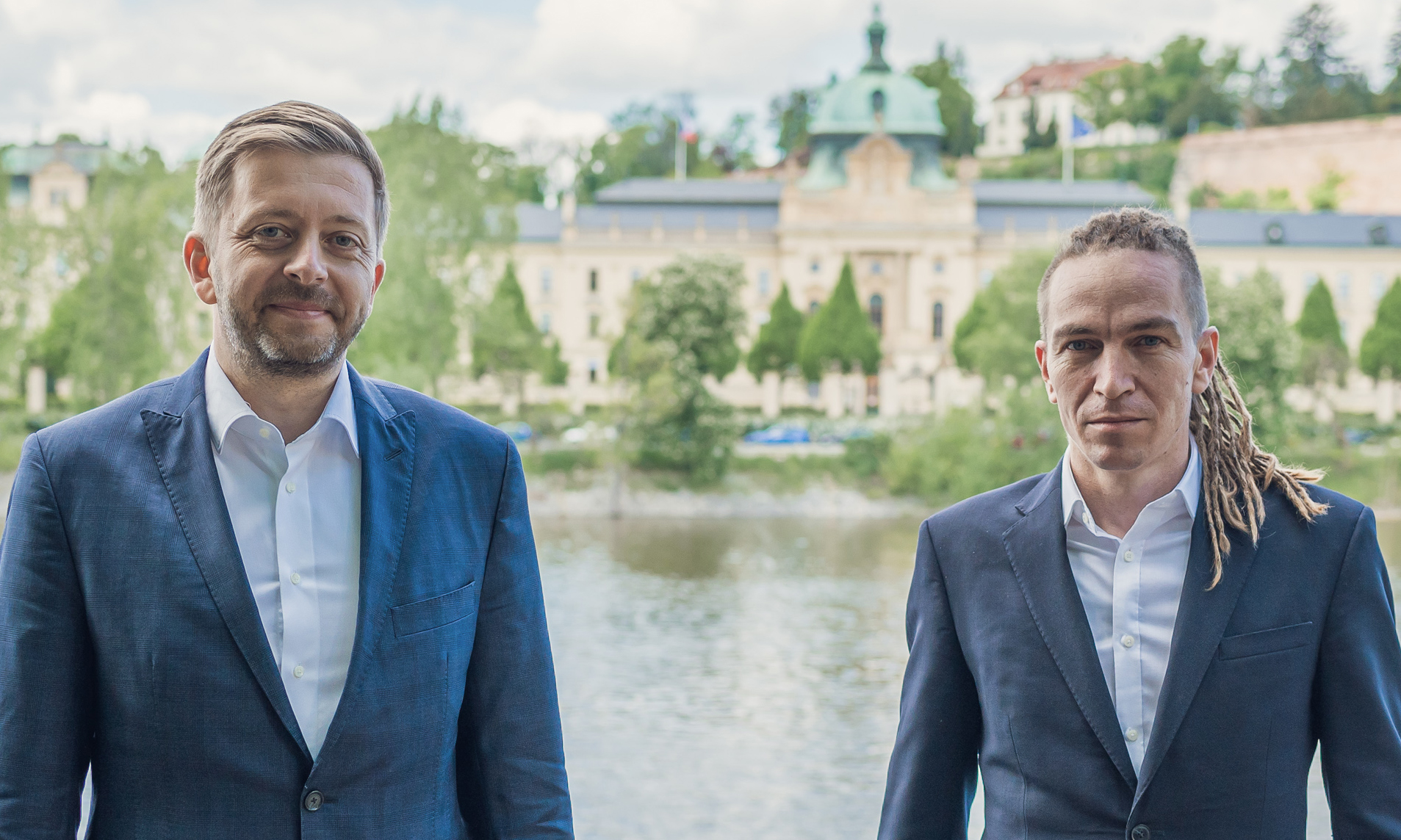
Vedení koalice Piráti a Starostové v květnu 2021: Vít Rakušan (vlevo) a Ivan Bartoš (vpravo)

Na jaře 2021 byla koalice v pozici favorita voleb, postupně začala tato podpora ze strany veřejnosti klesat, a to především vlivem masivní dezinformační kampaně proti Pirátům, zejména ze strany premiéra Babiše. Heslem kampaně bylo Vraťme zemi budoucnost a Energie a zkušenost. V samotných volbách získala koalice obou stran 15,6 % hlasů a 37 poslaneckých mandátů. Pirátům z toho připadly 4 mandáty, zatímco hnutí STAN jich obdrželo 33. Tento výsledek vznikl především vlivem tzv. kroužkování, neboť kroužkující voliči výrazně preferovali kandidáty z řad Starostů. Starostové tak získali zdaleka nejvyšší počet poslanců ve své historii, jejich lídr, Vít Rakušan, rovněž získal celostátně nejvíce preferenčních hlasů, přeskočil tak dosavadního premiéra Babiše i zástupce vítězné koalice. Po volbách začali Starostové spolu s Piráty vyjednávat o vládě s vítěznou koalicí SPOLU. Koaliční smlouva byla zástupci pětikoalice podepsána 8. listopadu.

#### Vláda Petra Fialy
Dne 17. prosince 2021 byla jmenovaná vláda Petra Fialy. Hnutí STAN v ní obsadilo čtyři resorty, včetně postu 1. místopředsedy vlády. V říjnu 2024 získalo po odchodu České pirátské strany z vlády také pátý rezort.
| Portfej                                  | Ministr/člen vlády | Nástup do úřadu   | Odchod z úřadu  |
| ---------------------------------------- | ------------------ | ----------------- | --------------- |
| První místopředseda vlády Ministr vnitra | Vít Rakušan        | 17. prosince 2021 |                 |
| Ministr školství, mládeže a tělovýchovy  | Petr Gazdík        | 17. prosince 2021 | 29. června 2022 |
| Ministr školství, mládeže a tělovýchovy  | Vladimír Balaš     | 29. června 2022   | 4. května 2023  |
| Ministr školství, mládeže a tělovýchovy  | Mikuláš Bek        | 4. května 2023    |                 |
| Ministr průmyslu a obchodu               | Jozef Síkela       | 17. prosince 2021 | 8. října 2024   |
| Ministr průmyslu a obchodu               | Lukáš Vlček        | 8. října 2024     |                 |
| Ministr pro evropské záležitosti         | Mikuláš Bek        | 17. prosince 2021 | 4. května 2023  |
| Ministr pro evropské záležitosti         | Martin Dvořák      | 4. května 2023    |                 |
| Ministr pro místní rozvoj                | Petr Kulhánek      | 8. října 2024     |                 |

V prezidentských volbách v roce 2023 strana ve druhém kole podporovala zvoleného prezidenta Petra Pavla.

#### Volby do Evropského parlamentu 2024
Ve volbách do Evropského parlamentu v roce 2024 hnutí kandidovalo v koalici s hnutím SLK pod názvem Starostové a osobnosti pro Evropu. Kandidátku vedla bývalá prezidentská kandidátka Danuše Nerudová společně s Janem Farským. Heslo volební kampaně znělo „Aby se v Evropě řešily vaše starosti“. Program se soustředil na témata jako kvalita života v regionech, přívětivost Evropy pro mladé lidi, ochrana před migrací, potravinová soběstačnost, snižování emisí skleníkových plynů a vítězství v boji s dezinformacemi.
Koalice získala v těchto volbách 8,70 % hlasů a 2 mandáty pro Danuši Nerudovou a Jana Farského.

## Program a hlavní politická témata
K základním prioritám hnutí patří odpovědné hospodaření, kvalitní vzdělávací systém, péče o životní prostředí a zachování kulturního dědictví. Investice do vzdělání je zárukou budoucí prosperity, jež však musí být založena na zásadě šetrnosti (v nakládání s financemi, energetickými zdroji, ale i obezřetnými krajinnými zásahy).
Program se dá jinými slovy chápat tak, že hnutí podporuje princip subsidiarity, chce tedy, aby o věcech s místním dopadem rozhodovaly místní samosprávy, pokud je to efektivní. Dále se zasazuje o celkovou decentralizaci moci, omezení byrokracie, potírání korupce a zneužívání moci. Podporuje také evropskou integraci, kvalitní vzdělávací systém a investice do vědy. V otázkách ekonomiky státu se zasazuje o tržní principy s nezbytným sociálním akcentem a nedotknutelnost soukromého vlastnictví. V neposlední řadě dbá na ochranu životního prostředí.

### Rozpočtové určení daní
Novela zákona o rozpočtovém určení daní (RUD), kterou STAN prosadili v parlamentu, jinak přerozdělila sdílené daně mezi konkrétní obce a města. Díky novele obce a města získaly více peněz do svých rozpočtů. Důvodem k prosazení novely byl ten, že rozdíl v příjmech na hlavu občana menší obce ve srovnání s Prahou byl ještě v roce 2006 6,5násobný. V roce 2012 novelu schválil parlament, která začala platit od začátku roku 2013. Výsledkem bylo snížení rozdílu příjmů obcí s Prahou na 3,2 násobek, reálně pak obce a města získaly do svých rozpočtů 12 miliard korun ročně.
Díky novele si ve svém rozpočtu polepšila i Praha a získala tak přes 600 000 korun za 1 rok.

### Domovské právo
Hnutí tvrdí, že o sociální podpoře pro lidi v nouzi by se nemělo rozhodovat na centrálních úřadech, ale v obci, kde daný člověk žije. Lidé v obci se lépe znají a vědí, kdo má na sociální dávky nárok, a kdo ne.
Pokud by měl člověk podle zákona na sociální dávky nárok, rozhodovala by o jejich výši obec na základě znalosti jeho majetkových poměrů. Tedy nikoliv státní úřady, které rozhodují dnes a které sídlí daleko od místa, kde problém konkrétního člověka vznikl. Současně by také obec mohla rozhodnout, zda poskytne další pomoc nad rámec podpory státu – třeba sociální bydlení. Podle hnutí by některým lidem jistě bylo nepříjemné žádat o podporu někde, kde sousedé vědí, že dotyčný má majetku dost.
Občan by získal právo na nerušený pobyt a obec zase peníze z rozpočtu, které by jí umožnily rozvíjet potřebné životní podmínky. Týkalo by se to například míst ve školkách či domovech s pečovatelskou službou, na které by člověk v domovské obci měl právo.
Institut domovského práva vznikl v rakouském císařství v roce 1849 a fungoval až do roku 1949. Dával lidem právo zdržovat se v domovské obci, každý musel mít jednu. Pokud člověk zchudl nebo byl ve složité situaci, musela se o něj obec postarat. Domovskou příslušnost lidé získali narozením v obci, sňatkem či přikázáním (v případě státních zaměstnanců, duchovních a podobně). Získat domovské právo bylo také možné rozhodnutím zastupitelstva, nebo pokud zastupitelé mlčky trpěli, aby člověk v obci pobýval čtyři roky.

### Princip subsidiarity
Téma subsidiarity (rozhodování na nejnižší možné úrovni, pokud je to efektivní) je pro STAN velmi důležité. Vzhledem ke členství v Evropské unii je podle hnutí nutné zachovat práva místních samospráv a nepřesouvat je na centrální úroveň, pokud je to efektivnější.

## Vedení a osobnosti hnutí

### Historie předsedů a místopředsedů
- Předseda:
  - Josef Zicha (2005–2009)
  - Petr Gazdík (2009–2014)
  - Martin Půta (2014–2016)
  - Petr Gazdík (2016–2019)
  - Vít Rakušan (2019–dosud)

- 1. místopředseda:
  - Josef Zicha (2009–2011)
  - Stanislav Polčák (2011–2014)
  - Petr Gazdík (2014–2016)
  - Vít Rakušan (2016–2019)
  - Jan Farský (2019–2022)
  - Lukáš Vlček (2022–dosud)

- Místopředsedové:
  - Vladimír Kráčalík (2005–2011)
  - Jiří Besser (2011–2014)
  - Hana Štěpánová (2011–2014)
  - Jan Horník (2017–2019)
  - Radim Sršeň (2014–2021)

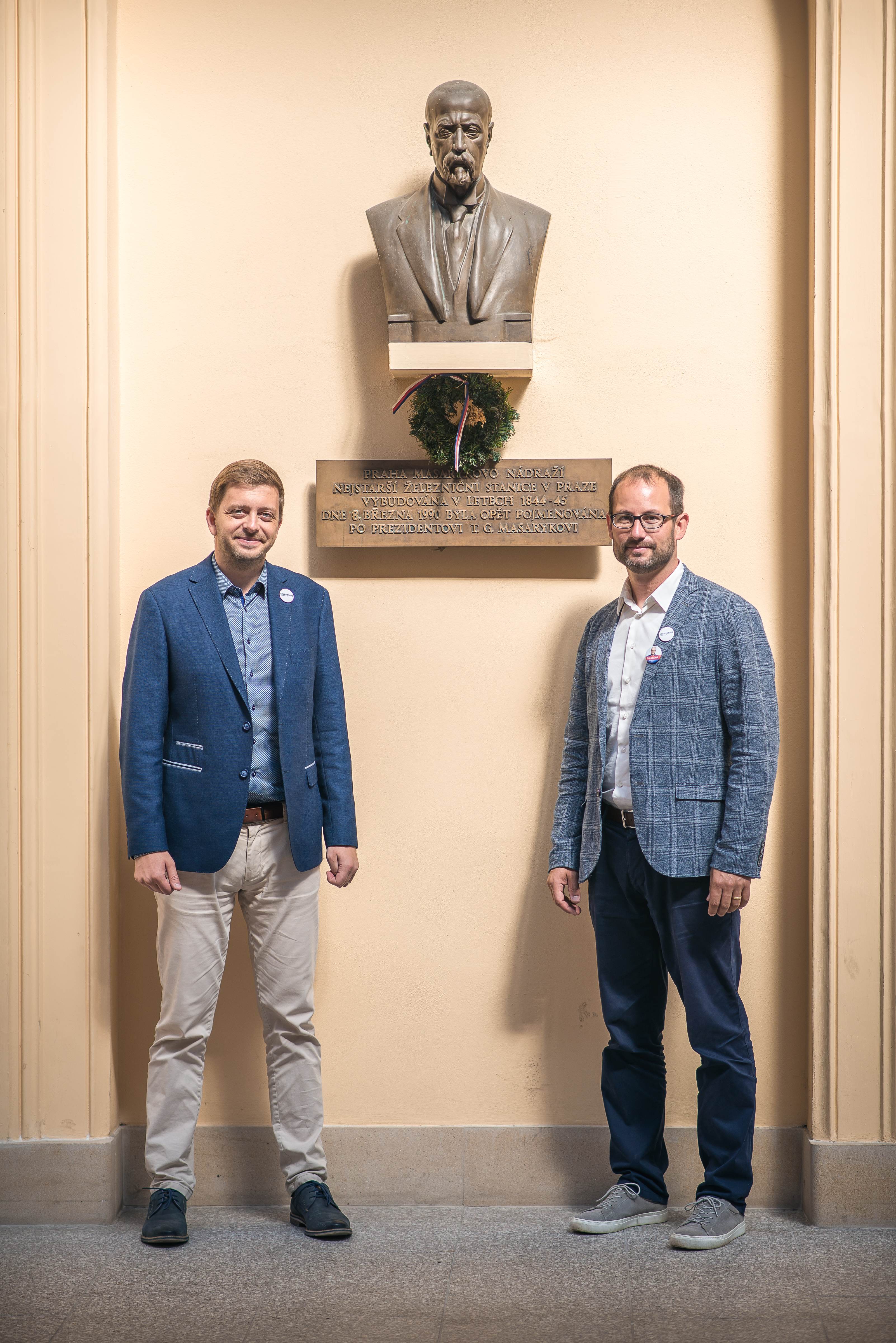
Předseda hnutí Vít Rakušan s místopředsedou Janem Farským

  - Stanislav Polčák (2009–2011; 2014–2017; 2021–2022)
  - Petr Gazdík (2019–2022)
  - Věslav Michalik (2021–2022)
  - Věra Kovářová (2014–2022)
  - Pavel Čížek (2022–dosud)
  - Jan Farský (2022–dosud)
  - Jan Lacina (2022–2025)
  - Michaela Šebelová (2022–dosud)
  - Karel Dvořák (2025–dosud)

### Předsednictvo
Na XIV. republikovém sněmu v Praze dne 17. května 2025 bylo zvoleno následující předsednictvo hnutí:
- předseda: Vít Rakušan, 1. místopředseda vlády, ministr vnitra ČR, poslanec PČR
  - 1. místopředseda: Lukáš Vlček, ministr průmyslu a obchodu ČR, poslanec PČR, zastupitel Kraje Vysočina, zastupitel města Pacov
    - místopředseda: Pavel Čížek, náměstek hejtmana Plzeňského kraje, místostarosta města Spálené Poříčí
    - místopředseda: Jan Farský, poslanec Evropského parlamentu
    - místopředseda: Karel Dvořák, náměstek ministra spravedlnosti ČR
    - místopředsedkyně: Michaela Šebelová, poslankyně PČR, zastupitelka Moravskoslezského kraje
      - členka předsednictva: Petra Pecková, hejtmanka Středočeského kraje, 2. místostarostka města Mnichovice
      - členka předsednictva: Petra Korlaar, místostarostka města Mikulov
      - člen předsednictva: Tomáš Dubský, poslanec PČR, starosta obce Vysočina
      - člen předsednictva: Ondřej Lochman, senátor PČR, 2. místostarosta města Mnichovo Hradiště
      - člen předsednictva: Jan Papajanovský, zastupitel Ústeckého kraje, starosta města Česká Kamenice
      - člen předsednictva: Viktor Vojtko, místopředseda Poslaneckého klubu STAN, poslanec PČR
      - členka předsednictva: Hana Naiclerová, poslankyně PČR
      - člen předsednictva: Miroslav Balatka, zastupitel Karlovarského kraje, zastupitel města Sokolov
      - člen předsednictva: Martin Dvořák, ministr pro evropské záležitosti ČR
      - členka předsednictva: Kateřina Arnotová, zastupitelka hlavního města Prahy, zastupitelka městské části Praha-Čakovice
        - předseda poslaneckého klubu: Josef Cogan, poslanec PČR, 2. místostarosta města Nová Paka
        - předseda senátorského klubu: Jan Sobotka, senátor PČR, starosta města Vrchlabí
        - 1. místopředseda hnutí SLK: Jan Sviták, náměstek hejtmana Libereckého kraje

### Krajští předsedové a předsedkyně a tajemníci a tajemnice při hlavní kanceláři
| kraj                 | předseda          | tajemník/tajemnice  |
| -------------------- | ----------------- | ------------------- |
| Hlavní město Praha   | Antonín Klecanda  | Klára Neumannová    |
| Středočeský kraj     | Michael Kašpar    | Eva Maříková        |
| Jihočeský kraj       | Viktor Vojtko     | Jiří Ryszawy        |
| Plzeňský kraj        | Pavel Čížek       | Jana Szczurková     |
| Karlovarský kraj     | Miroslav Balatka  | Jiří Duchek         |
| Ústecký kraj         | Štefan Drozd      | Jakub Jíša          |
| Liberecký kraj (SLK) | Martin Půta       | Kateřina Jobbágy    |
| Královéhradecký kraj | Matěj Hlavatý     | Miroslav Sazeček    |
| Pardubický kraj      | David Šimek       | Jana Rosenbergerová |
| Kraj Vysočina        | Lukáš Vlček       | Jana Kudrhaltová    |
| Jihomoravský kraj    | Michal Marek      | Jakub Krainer       |
| Olomoucký kraj       | Michal Ondra      | Alena Hálková       |
| Zlínský kraj         | Tomáš Chmela      | Marek Smetana       |
| Moravskoslezský kraj | Michaela Šebelová | Ladislav Honusek    |

### Poslanecký klub Starostové a nezávislí
Vedení poslaneckého klubu
- předseda – Josef Cogan
  -     - místopředseda – Petr Letocha
    - místopředseda – Viktor Vojtko
    - místopředsedkyně – Michaela Opltová
    - místopředseda – Jan Berki
    - místopředsedkyně – Pavla Pivoňka Vaňková

Poslankyně Věra Kovářová

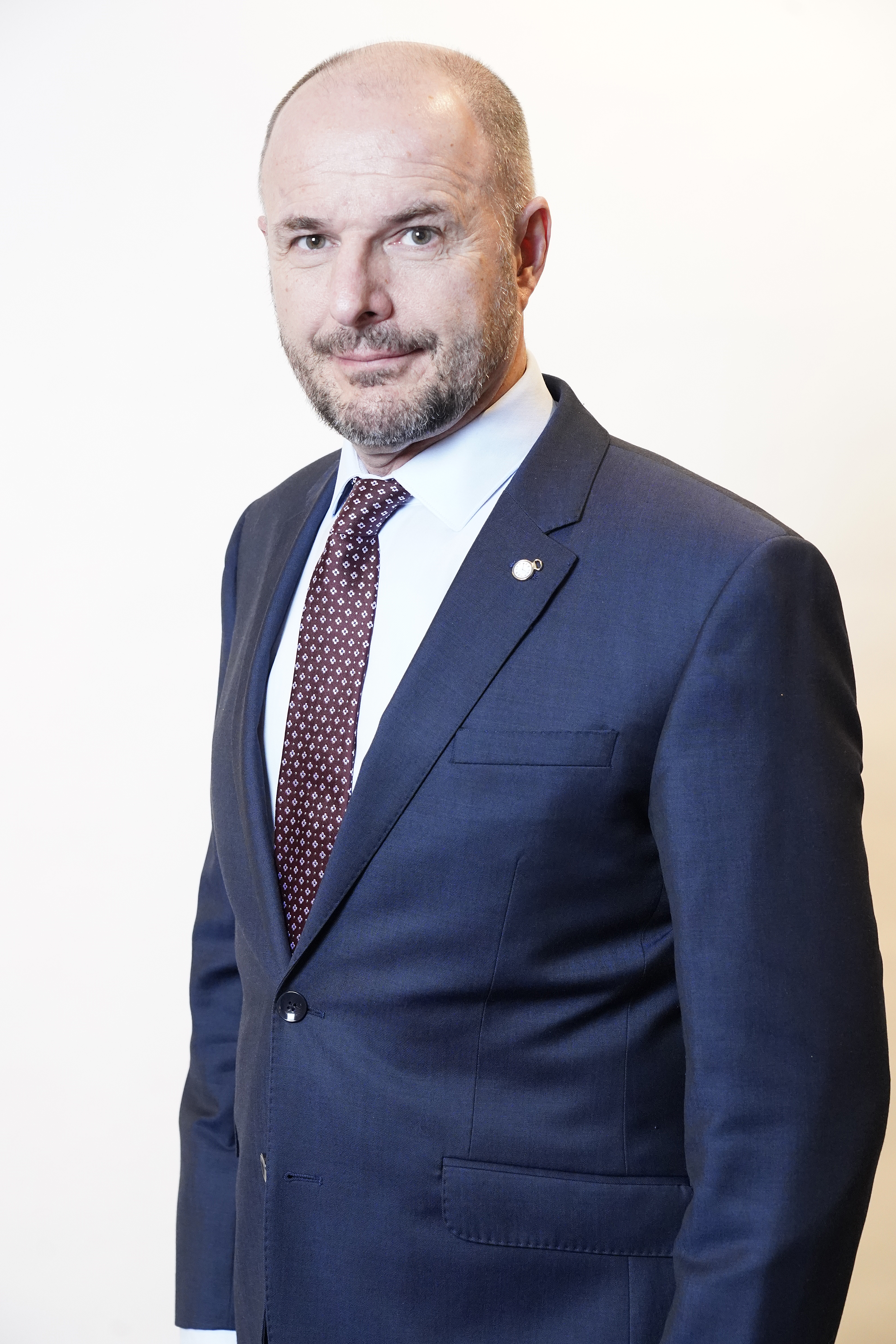
Poslanec Josef Bernard

Další členové poslaneckého klubu
- Vladimír Balaš
- Roman Bělor
- Josef Bernard
- Silvia Doušová
- Tomáš Dubský
- Martin Exner
- Josef Flek
- Petr Gazdík
- Jiří Hájek
- Martin Hájek
- Věra Kovářová
- Jana Krutáková
- Jan Kuchař
- Jan Lacina
- Jarmila Levko
- Petr Liška
- Tomáš Müller
- Hana Naiclerová
- Eliška Olšáková
- Lucie Potůčková
- Petra Quittová
- Vít Rakušan
- Michael Rataj
- Michaela Šebelová
- Barbora Urbanová
- Lukáš Vlček
- Milada Voborská

### Senátorský klub Starostové a nezávislí
Vedení senátorského klubu

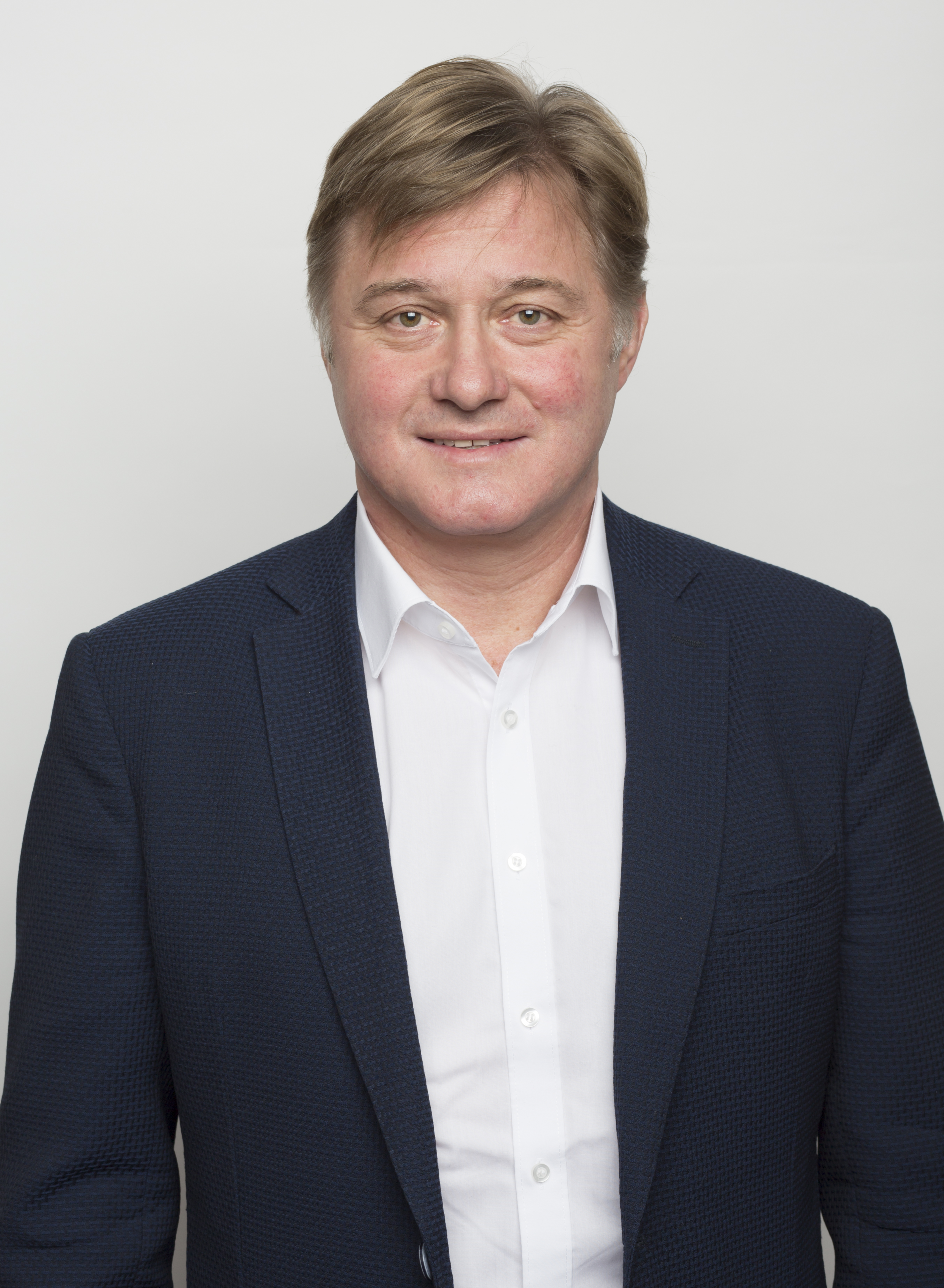
Předseda senátorského klubu Jan Sobotka

- Jan Sobotka, předseda klubu, zvolen za STAN
  - Jiří Drahoš, 1. místopředseda klubu, zvolen za STAN, TOP 09, KDU-ČSL a Stranu zelených
  - Jiří Vosecký, 2. místopředseda klubu, zvolen za SLK a STAN

Další členové senátorského klubu
- Zbyněk Linhart, zvolen za STAN
- Michael Canov, zvolen za SLK a STAN
- Helena Pešatová, zvolena za STAN

- Hana Žáková, zvolena za STAN

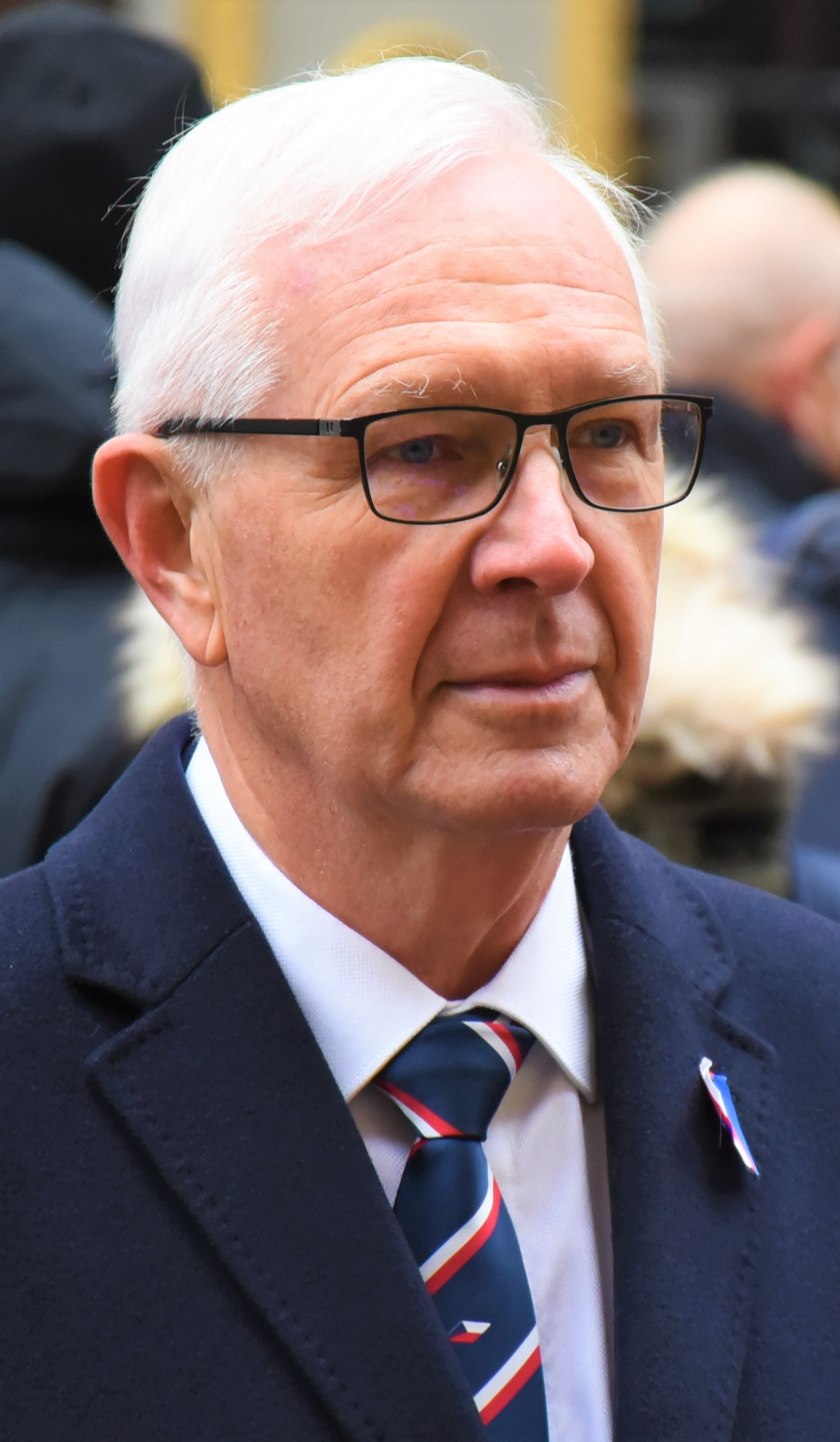
Senátor Jiří Drahoš

- David Smoljak, zvolen za STAN, Piráty a TOP 09[33]
- Marek Ošťádal, zvolen za STAN
- Miroslav Plevný, zvolen za STAN
- Ivo Trešl, zvolen za STAN
- Petr Štěpánek, zvolen za STAN
- Pavel Kárník, zvolen za STAN
- Karel Zitterbart, zvolen za STAN
- Miroslav Bárta, zvolen za STAN
- Ondřej Lochman, zvolen za STAN
- Miroslav Kroc, zvolen za STAN
- Lena Mlejnková, zvolena za SLK a STAN

Počtem 18 členů je senátorský klub Starostů a nezávislých ve volebním období 2022–2024 druhým nejpočetnějším klubem v horní parlamentní komoře.

## Volební výsledky

Výsledky TOP 09 s podporou STAN ve volbách do Poslanecké sněmovny v roce 2010

Výsledky TOP 09 s podporou STAN ve volbách do Poslanecké sněmovny v roce 2013

Výsledky STAN ve volbách do Poslanecké sněmovny v roce 2017

Výsledky koalice Piráti a Starostové ve volbách do Poslanecké sněmovny v roce 2021

### Volby do Poslanecké sněmovny
V roce 2010 kandidovali členové STAN, kteří dříve kandidovali ve zrušených podzimních volbách do Poslanecké sněmovny v roce 2009 na kandidátce TOP 09, na níž bylo zvoleno 9 registrovaných příznivců nebo členů hnutí za poslance v rámci TOP 09, a to Josef Cogan, Petr Gazdík, Stanislav Polčák, Václav Horáček, Jan Farský, Ludmila Bubeníková, Jiří Besser, Alena Hanáková a Luděk Jeništa. Toho po zvolení do Senátu vystřídal Petr Holeček, starosta Kralup nad Vltavou. Petr Gazdík pak byl zvolen předsedou poslaneckého klubu TOP 09 a Starostové, který sdružoval 41 poslanců. Řady doplnil v květnu 2013 pan poslanec Milan Šťovíček.
V předčasných volbách v roce 2013 kandidovali zástupci STAN opět na kandidátce TOP 09, která získala celkem 11,99 % platných hlasů a 26 poslaneckých mandátů. Z členů STANu získali mandát Petr Gazdík, který byl zvolen místopředsedou Poslanecké sněmovny, Věra Kovářová a Stanislav Polčák. Zvolen byl také Jan Farský, člen SLK.
Protože byl v roce 2014 zvolen Stanislav Polčák do Evropského parlamentu, mandátu poslance národního parlamentu se vzdal, mandát poslance připadl Martinu Plíškovi z TOP 09.
V roce 2017 kandidoval STAN po neúspěšném pokusu o spolupráci s KDU-ČSL poprvé jako samostatný subjekt, ovšem s podporou řady dalších subjektů, např. SLK, SNK ED, a řady nezávislých kandidátů. STAN nakonec těsným výsledkem uspěl a překonal uzavírací klauzuli se ziskem 5,18 % (262 157 hlasů). Starostové získali 6 mandátů: Jan Farský (Praha), Petr Gazdík (Zlínský kraj), Jana Krutáková (Jihomoravský kraj), Vít Rakušan a Věra Kovářová (oba Středočeský kraj), Martin Půta (Liberecký kraj). Martin Půta se 24. 11. 2017 vzdal poslaneckého mandátu a byl tak 29. 11. 2017 nahrazen Petrem Pávkem (Liberecký kraj).
Ve volbách v říjnu 2021 kandidovalo hnutí STAN v koalici s Českou pirátskou stranou a tradičně rovněž s podporou Starostů pro Liberecký kraj. Koalice získala 15,62 % hlasů, vlivem preferenčního hlasování se do Poslanecké sněmovny dostalo 33 kandidátů hnutí STAN a pouze 4 Piráti. Poslanecký klub Starostů a nezávislích se po volbách stal třetím nejsilnějším poslaneckým klubem ve sněmovně. Kandidátka Pirátů a Starostů drtivě zvítězila v hlasování zahraničních voličů, kde získala přes 50 % všech hlasů. V České republice byla koalice nejúspěšnější v Praze, v Libereckém kraji a ve Středočeském kraji.
| Volby | Počet hlasů                                                    | Změna                                                          | Hlasy v %                                                      | Změna                                                          | Počet mandátů | Změna | Pozice  |
| ----- | -------------------------------------------------------------- | -------------------------------------------------------------- | -------------------------------------------------------------- | -------------------------------------------------------------- | ------------- | ----- | ------- |
| 2010  | Na kandidátce TOP 09 zvoleno za hnutí STAN: 9, z toho členů: 3 | Na kandidátce TOP 09 zvoleno za hnutí STAN: 9, z toho členů: 3 | Na kandidátce TOP 09 zvoleno za hnutí STAN: 9, z toho členů: 3 | Na kandidátce TOP 09 zvoleno za hnutí STAN: 9, z toho členů: 3 | 9/200         | ▬     | vláda   |
| 2013  | Na kandidátce TOP 09 zvoleno za hnutí STAN: 4, z toho členů: 3 | Na kandidátce TOP 09 zvoleno za hnutí STAN: 4, z toho členů: 3 | Na kandidátce TOP 09 zvoleno za hnutí STAN: 4, z toho členů: 3 | Na kandidátce TOP 09 zvoleno za hnutí STAN: 4, z toho členů: 3 | 3/200         | ▼ 6   | opozice |
| 2017  | 262 157                                                        | ▬                                                              | 5,18                                                           | ▬                                                              | 6/200         | ▲ 3   | opozice |
| 2021  | V koalici s Piráty                                             | V koalici s Piráty                                             | V koalici s Piráty                                             | V koalici s Piráty                                             | 33/200        | ▲ 27  | vláda   |

### Volby do Senátu
V roce 2014 uspěl dosavadní starosta Krásné Lípy Zbyněk Linhart (navržený STAN, 1. kolo 33,34 % hlasů, 2. kolo 71,43 % hlasů) zvítězil nad Jaroslavem Sykáčkem. Dále uspěl dosavadní starosta Okrouhlé na Českolipsku Jiří Vosecký (navržený SLK, 1. kolo 20,14 % hlasů, 2. kolo 59,32 % hlasů, zvítězil nad Karlem Kapounem). Oba senátoři se přidali do senátorského klubu Starostové a nezávislí.
V roce 2016 postoupili do druhého kola senátních voleb
- 3 kandidáti STAN – Jan Horník (Karlovy Vary), Petr Holeček (Mělník) a Ivo Šanc (Kutná Hora),
- 1 kandidát SLK a STAN – Michael Canov (Liberec) a
- 3 kandidáti STAN a TOP 09 – Tomáš Czernin (Jičín), Jiří Holubář (Praha 10) a Jiří Růžička (Praha 6).

Z toho ve druhém kole byli zvoleni za senátory Jan Horník (Karlovy Vary), Petr Holeček (Mělník), Michael Canov (Liberec), Tomáš Czernin (Jičín) a Jiří Růžička (Praha 6).
V roce 2018 byl nejprve v doplňovacích volbách v lednu zvolen v předčasných volbách na Trutnovsku za STAN Jan Sobotka. V řádných volbách bylo zvoleno 5 senátorů, které STAN nominoval: Miroslav Balatka (Sokolov), Zdeněk Hraba (Benešov), Hana Žáková (Třebíč), Mikuláš Bek (Brno-město) a už v 1. kole Jiří Drahoš (Praha 4). Uspěl také koaliční kandidát TOP 09 Herbert Pavera (Opava) a mandát obhájil člen senátorského klubu Leopold Sulovský (Ostrava-město) z hnutí Ostravak.
V roce 2019 byl v doplňovacích volbách zvolen do Senátu zvolen David Smoljak v obvodu Praha 9. Senátorský klub Starostů a nezávislých se tak stal nejsilnější v horní komoře.
V roce 2020 vyhráli Starostové a nezávislí senátní volby, když získali 11 mandátů (7 nových senátorů, všichni 4 dosavadní obhájili). Po odchodu 2 senátorů zvolených za TOP 09 má senátorský klub Starostové a nezávislí 24 členů a je druhým nejsilnějším klubem.
Po senátních volbách v roce 2022 došlo k úbytku počtu senátorů z 19 na 17. Mandát senátora neobhájili místopředseda senátu Jan Horník ani předseda Senátorského klubu STAN Petr Holeček, stejně jako další členové senátorského klubu Alena Dernerová a Václav Chaloupek. Mandát obhájil Jiří Růžička podporovaný STAN a také Michael Canov za SLK. Po volbách senátorský klub hnutí opustili Jiří Růžička a Zdeněk Hraba, oba přešli do klubu ODS a TOP 09.

### Volby do Evropského parlamentu
V roce 2009 kandidovali Starostové a nezávislí spolu s Alternativou, což byla koalice stran Aktiv nezávislých občanů, Demokracie, Klub angažovaných nestraníků, Strana práce, Strana pro otevřenou společnost a Unie svobody – Demokratická unie. Z voleb do Evropského parlamentu vyšli se ziskem 2,29 %, a nezískali tak žádný mandát.
V roce 2014 kandidovali zástupci STAN v koalici s TOP 09 a získali 15,95 %, tedy druhý nejvyšší počet hlasů. Ze 4 zvolených europoslanců byl zástupcem STAN jediný a sice místopředseda hnutí Stanislav Polčák.
V roce 2019 kandidovali Starostové opět v koalici s TOP 09. Koalice získala 11,7 % a hnutí STAN obhájilo mandát Stanislava Polčáka.
V roce 2024 kandidovali Starostové společně se dvěma kandidáty ze Starostů pro Liberecký kraj. Získali 8,7 % a počet europoslanců jako jediná vládní strana navýšili. Dvěma nově zvolenými europoslanci se stala Danuše Nerudová a Jan Farský. 

### Volby do zastupitelstev krajů
V roce 2008 kandidoval předchůdce STAN s názvem Nezávislí starostové pro kraj a to pouze v některých krajích (Středočeský, Pardubický, Olomoucký). Subjekt byl úspěšný pouze ve Středočeském kraji, kde získal 4 mandáty.
V roce 2012 kandidovali zástupci STAN spolu s TOP 09 ve všech krajích. Koalice jako celek získala 6,63 % hlasů a 44 mandátů, z toho 25 mandátů získali kandidáti navržení STAN a 19 navržení TOP 09.
V roce 2016 získalo hnutí STAN se svými partnerskými uskupeními 9,90 % hlasů. Kandidátky STAN a partnerů získaly v těchto krajských volbách dohromady 74 mandátů.
V roce 2020 získalo hnutí STAN jako samostatná strana 40 mandátů (7 v Ústeckém, 6 ve Zlínském, 5 v Jihočeském, 4 v Pardubickém a 18 ve Středočeském kraji, kde volby vyhrálo), v uskupeních spolu s partnery získalo dalších 53 mandátů. Strana disponuje čtyřmi hejtmany, a to Martinem Půtou, Petrou Peckovou, Petrem Kulhánkem a Josefem Suchánkem.

### Volby do zastupitelstev obcí
V roce 2010 kandidovali zástupci STAN společně se zástupci TOP 09, VPM, HOPB, NK, S.cz, SLK a rovněž SZ a US-DEU. Tyto strany, hnutí a sdružení společně získaly celkem 2 483 mandátů, z toho STAN samostatně 1 240 a 1243 v rámci spolupráce.
V roce 2014 získal STAN celkem 3 073 mandátů (Starostové a nezávislí 1 324 mandátů; Sdružení STAN + nezávislí kandidáti 1 749 mandátů), tedy více než v při posledních volbách, a obsadili tak třetí příčku v pořadí stran ve volbách. Největší úspěchy měli ve Zlíně (32 % hlasů) a v Kolíně (64 % hlasů). Poprvé se dostali i do Zastupitelstva hlavního města Prahy se dvěma kandidáty: Janou Plamínkovou a Milošem Růžičkou, kteří kandidovali jako součást trojkoalice STAN, Zelených a KDU-ČSL.
V roce 2018 získal STAN celkem 3 808 mandátů (Starostové a nezávislí 1 584 mandátů; Sdružení STAN + nezávislí kandidáti 2 224 mandátů), opět více než při posledních komunálních volbách, a nejvíce mandátů mezi politickými stranami a hnutími.
V roce 2022 získalo hnutí STAN celkem 1 854 mandátů (tj. 3 % z celkového počtu).

## Loga strany

Logo v letech 2009–2017
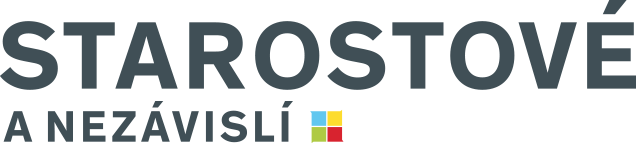
Logo v letech 2017–2024
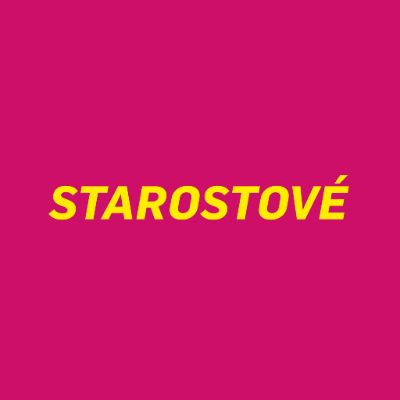
Logo od roku 2024
Logo od roku 2024

## Kritika
Rada hlavního města Prahy, do které byli 15. listopadu 2018 zvoleni čtyři zástupci za Spojené síly pro Prahu (koalice STAN a TOP 09), byla obviněna opozicí z falšování výsledku tajného hlasování o rekonstrukci Libeňského mostu za půl miliardy korun, jež proběhlo na zasedání rady 29. dubna 2019. Podle předsedkyně klubu ODS Alexandry Udženije „Celá situace vypadá jako úmyslné falšování zápisu z úředního jednání.“ Podle Novinek.cz „Jak kdo hlasoval, je velmi důležité pro případné budoucí možné policejní stíhání... Pokud totiž nebude zřejmé, kdo přesně se hlasování zdržel, není možné ani zjistit, kdo byl pro, a policie nebude moci hnát případně radní k odpovědnosti za jejich rozhodnutí.“
Premiér Andrej Babiš v březnu 2021 kritizoval hnutí STAN za to, že prý „řeší jen příjmy pro starosty“.
Po vítězství ve volbách v roce 2021 poslali dárci na účet STAN přes tři miliony korun. Některé finanční dary přicházejí od subjektů, které ovládají firmy z Kypru. Hnutí STAN kritiku odmítlo s tím, že všechny dary jsou transparentní a všechny firmy, které je poslaly, platí daně v České republice. Vít Rakušan se zároveň ohradil proti tomu, že by hnutí za dary nabízelo jakoukoliv protislužbu. Následně bylo zjištěno, že jeden z podnikatelů, kteří zaslali hnutí příspěvek, je trestně stíhán. Na to hnutí STAN reagovalo navrácením všech darů firem, které mu přišly po volbách (celkem tak hnutí vrátilo více než tři miliony korun). Zástupci hnutí zdůraznili, že všechny dary byly přijaty v souladu se zákonem a k navrácení peněz přistoupili proto, aby neohrozili důvěru v hnutí a ve vládu. Hnutí na tuto kauzu reagovalo rovněž ukončením příjmání darů od právnických osob, k tomuto kroku přistoupilo jako první politické uskupení v Česku.
V roce 2022 čelilo hnutí STAN několika politickým aférám a skandálům.